# Richard Shore Smith
Richard Shore Smith (Mountain View, Kalifornia, 1877. december 11. – Eugene, Oregon, 1953. május 19.) amerikai amerikaifutball-játékos és -edző, bankár, valamint jogász.
1896 és 1899 között az Oregon Webfoots fullbackje volt, majd a Columbia Egyetem jogi intézetére járt. 1903-ban megkapta az All-America elismerést.
1904-ben és 1925-ben a Webfoots vezetőedzője, egy időben pedig a eugene-i First National Bank igazgatója volt. 1953. május 19-én, 74 évesen hunyt el eugene-i otthonában.

## Eredményei vezetőedzőként
| Szezon                                     | Eredmény                    | Eredmény                    | Helyezés                    |
| Szezon                                     | Összesen                    | Konferencia                 | Helyezés                    |
| Oregon Webfoots (Független)                | Oregon Webfoots (Független) | Oregon Webfoots (Független) | Oregon Webfoots (Független) |
| ------------------------------------------ | --------------------------- | --------------------------- | --------------------------- |
| 1904                                       | 5–3                         | –                           | –                           |
| Oregon Webfoots (Pacific Coast Conference) |                             |                             |                             |
| 1925                                       | 1–5–1                       | 0–5                         | 9.                          |
| Összesen:                                  | 6–8–1                       | 0–5                         | –                           |

## Fordítás
- Ez a szócikk részben vagy egészben  a   Richard Shore Smith című angol Wikipédia-szócikk ezen változatának fordításán alapul.  Az eredeti cikk szerkesztőit annak laptörténete sorolja fel. Ez a jelzés csupán a megfogalmazás eredetét és a szerzői jogokat jelzi, nem szolgál a cikkben szereplő információk forrásmegjelöléseként.